# Girișu de Criș
Girișu de Criș là một xã thuộc hạt Bihor, România. Dân số thời điểm năm 2002 là 5269 người.